# Rodrigo Carazo Odio
Rodrigo José Ramón Francisco de Jesús Carazo Odio (Cartago, 27 de dezembro de 1926 - San José, 9 de dezembro de 2009) foi um político costarriquenho, que foi presidente de seu país de 8 de maio de 1978 a 8 de maio de 1982.

## Juventude
Carazo nasceu em Cartago. Antes de atuar como presidente, ele foi Diretor do Banco Central, Gerente Geral da RECOPE (negócio de refinaria de petróleo nacionalizado da Costa Rica) e Presidente da Assembleia Legislativa da Costa Rica (1966-1967).
Casou-se com Estrella Zeledón Lizano em San José em 16 de abril de 1947. O casal teve cinco filhos: Rodrigo Alberto, Mario Ernesto, Jorge Manuel, Álvaro e Rolando Martin. Seu filho, Rolando, morreu em um acidente de motocicleta em Rohrmoser, Costa Rica, em dezembro de 1979. Ele estava viajando sozinho em sua motocicleta quando não conseguiu fazer uma curva, perdendo o controle e colidindo com uma árvore. Ele tinha 26 anos.

## Presidência
Durante e imediatamente após seu mandato, Carazo desempenhou um papel central na fundação da Universidade para a Paz, uma instituição educacional afiliada às Nações Unidas que oferece programas de pós-graduação em estudos de paz e desenvolvimento. Seu governo também se concentrou e promoveu a indústria petroquímica do país e até começou a explorar e cavar perto da cordilheira Talamanca em busca de petróleo. No setor de energia, seu governo inaugurou a hidrelétrica do Lago Arenal. O governo Carazo também regulamentou a escavação de ouro na região sul do país.
No plano internacional, Carazo teve que lidar principalmente com as mudanças radicais no país vizinho, a Nicarágua, que esteve sob o controle da ditadura de Somoza por décadas, a cujo governo a Costa Rica sempre se opôs. Com o crescimento do movimento sandinista na década de 1970, a Nicarágua enfrentou distúrbios civis e pequenos confrontos armados. O governo da Costa Rica apoiou qualquer poder contra Somoza e, portanto, apoiou os insurgentes sandinistas. Muitas das batalhas ocorridas na região da Nicarágua, na fronteira com a Costa Rica, atingiram o solo costarriquenho. O governo de Carazo advertiu Somoza várias vezes para ficar do seu lado da fronteira.
O governo também começou a planejar a criação de uma força de defesa para repelir qualquer tentativa dos Somoza de atacar o território da Costa Rica. Os ataques finalmente terminaram em 1979 quando os sandinistas assumiram o controle do país e Somoza foi exilado. O governo recebeu uma forte reação do público e a oposição alegou que Carazo falhou em proteger a soberania da Costa Rica. Além disso, o governo de Carazo permitiu que três helicópteros dos EUA pousassem em solo nacional para facilitar a fuga de Somoza da Nicarágua. Isso levou os críticos do presidente a uma onda de violência política, chamando o assunto de desrespeito à soberania nacional. Mais tarde, em 1982, a Comunidade Democrática da América Central foi formada em San José com o apoio dos EUA. Seu objetivo era isolar a Nicarágua do resto da América Central enquanto houvesse um regime comunista no poder. Outra grande mudança ocorreu em 1981, quando o governo de Carazo rompeu todos os laços diplomáticos com a Cuba de Fidel Castro.
O governo de Carazo foi atormentado por instabilidade econômica e agitação social. Durante sua presidência, houve uma recessão econômica mundial. Os preços do petróleo atingiram níveis históricos e o valor da principal safra da Costa Rica, o café, estava caindo. Contra o conselho de seu Ministro das Finanças, Hernán Sáenz Jiménez, e do Fundo Monetário Internacional (FMI), Carazo instruiu o Banco Central da Costa Rica a tomar empréstimos pesados para manter o valor do colón, a moeda local, na esperança de que uma recuperação econômica estivesse próxima. Essa política acabou se tornando insustentável, levando a uma súbita desvalorização catastrófica em setembro de 1980. O pesado fardo de dívidas que o banco central adquiriu contribuiu para as mais altas taxas de inflação que a Costa Rica sofreu desde então.
Depois de deixar o cargo de presidente em 1982, Carazo se tornou um conhecido crítico do FMI e de outras instituições financeiras globais. Em seus últimos anos, fez uma campanha vigorosa contra o Acordo de Livre Comércio da América Central (Cafta).

## Vida posterior
Carazo desempenhou um papel de liderança em iniciativas para melhorar as relações entre a Coreia do Norte e o Ocidente. Ele fez várias visitas a Pyongyang no início dos anos 1990. Seus esforços contribuíram para a abertura de canais não oficiais de comunicação entre os Estados Unidos e a Coréia do Norte.
Carazo morreu de insuficiência cardíaca e falência de múltiplos órgãos no Hospital México em San José em 9 de dezembro de 2009 aos 82 anos. Ele deixou sua esposa, a ex-primeira-dama Estrella Zeledón Lizano, e quatro de seus cinco filhos: Rodrigo Alberto, Mario Ernesto, Jorge Manuel e Álvaro.